# The Core Pocket Media Player
The Core Pocket Media Player (TCPMP) je přehrávač médií určený primárně pro přenosná zařízení s operačními systémy PalmOS, Windows Mobile a Symbian OS je určen však i pro Windows.
TCPMP podporuje velké množství audio, video a obrazových formátů - AC3, HE-AAC, AMR, DivX, FLAC, H.263, H.264, JPEG, Monkey's Audio, MJPEG, MPEG-1, MP2, MP3, Musepack, MS-MPEG4-v3, PNG, Speex, TIFF, TTA, Vorbis, WAV, WavPack a XviD. Podporuje také řadu multimediálních kontejnerů - 3GP, MP4, ASF, AVI, Matroska, MPEG, OGG, OGM a QuickTime. Některé formáty nejsou obsaženy v základní instalaci a vyžadují speciální plugin.
TCPMP původně začal pod názvem Betaplayer na platformách Windows CE a Windows Mobile . V roce 2005 byl vývojáři portován na Palm OS, Windows a Symbian OS.
Zdrojový kód je volně dostupný na stránkách vývojářů CoreCodec nebo alternativním webu.
V roce 2007 vývojářský tým vydal komerční verzi programu - CorePlayer.
Program dnes již není dále vyvíjen, ale díky dostupnosti zdrojového kódu existuje řada uživatelských pluginů, například pro formát FLV, používaný například YouTube. Existuje také betaverze programu pod názvem TCPMP 0.81RC1, která byla vydána jako poslední a která má integrovanou podporu titulků ve formátu SMI.